# Крепдешин

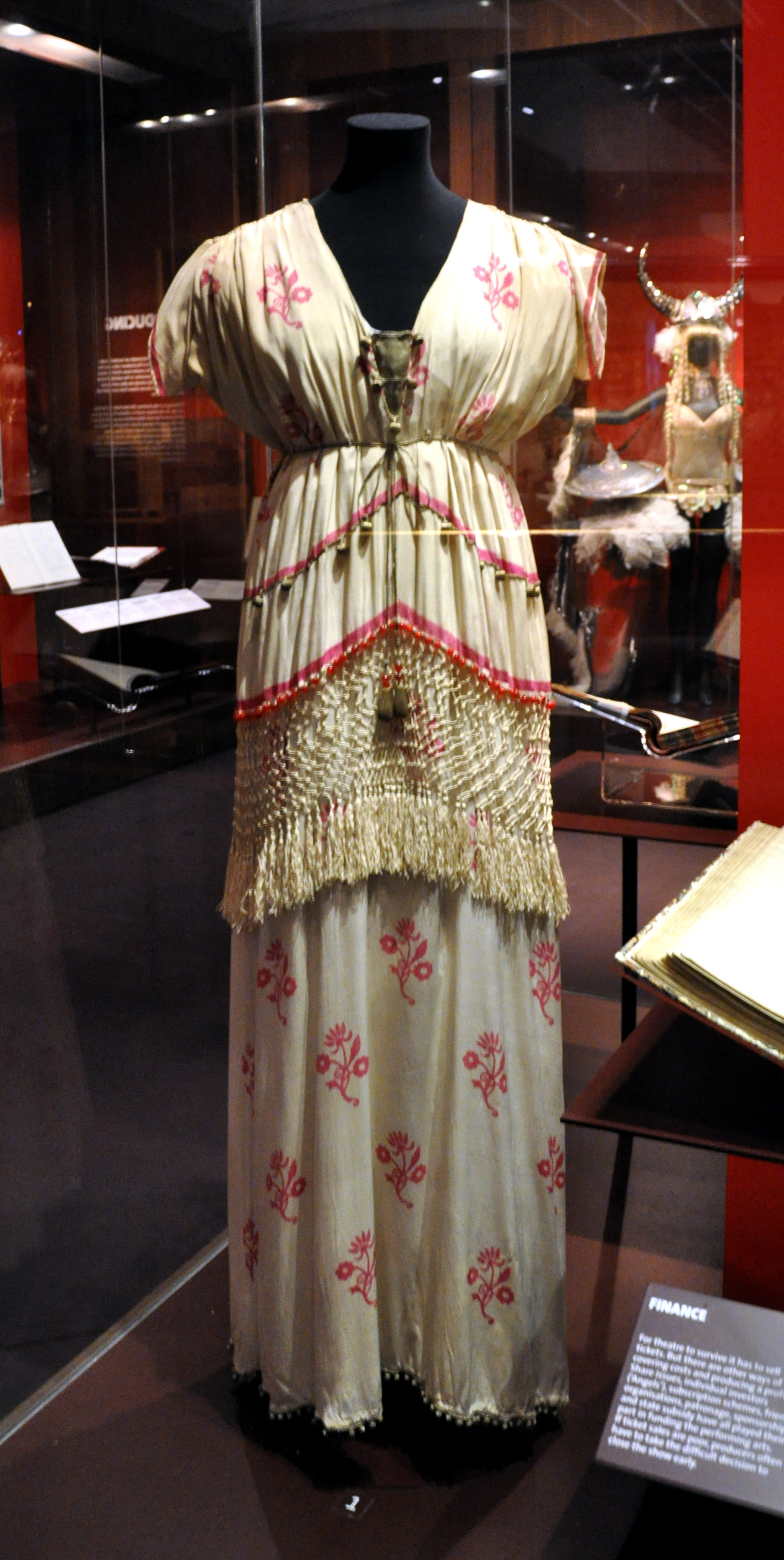
Платье из крепдешина с бахромой и бисером

Крепдеши́н (фр. Crêpe de Chine — китайский креп) — вид шёлковой креповой ткани с умеренным блеском, одна из самых распространённых шёлковых тканей в СССР и России начиная с 1952 года. Плотная, относительно тонкая ткань. Изготавливается переплетением нитей из шёлка-сырца в основе и нитей крепового кручения в утке́. Применяется для пошива блузок, платья, костюмов и шалей.
Ткань может изготавливаться с использованием также шерстяных и полиэфирных волокон.
У крепдешина приятная шероховатая поверхность, он не мнётся, может быть достаточно плотным или очень тонким. Из тонких видов получаются красивые платья и блузки, из тяжёлых шьют стильные костюмы. Его часто сравнивают с шифоном, однако у крепдешина прозрачность намного меньше. Драпировки, мягкие падающие складки — те украшающие любую вещь детали, которые легко позволяет создавать эта ткань.
Изготовленный из чисто натуральных волокон шёлка материал в летний зной пропускает воздух, даёт возможность телу дышать. Часто служит основой для батика, поэтому используется для создания шалей, платков, расписанных красивыми узорами. Шарфы из него, благодаря шероховатой структуре, хорошо держатся на плечах и голове.